# Alfred Reingoldowitsch Koch

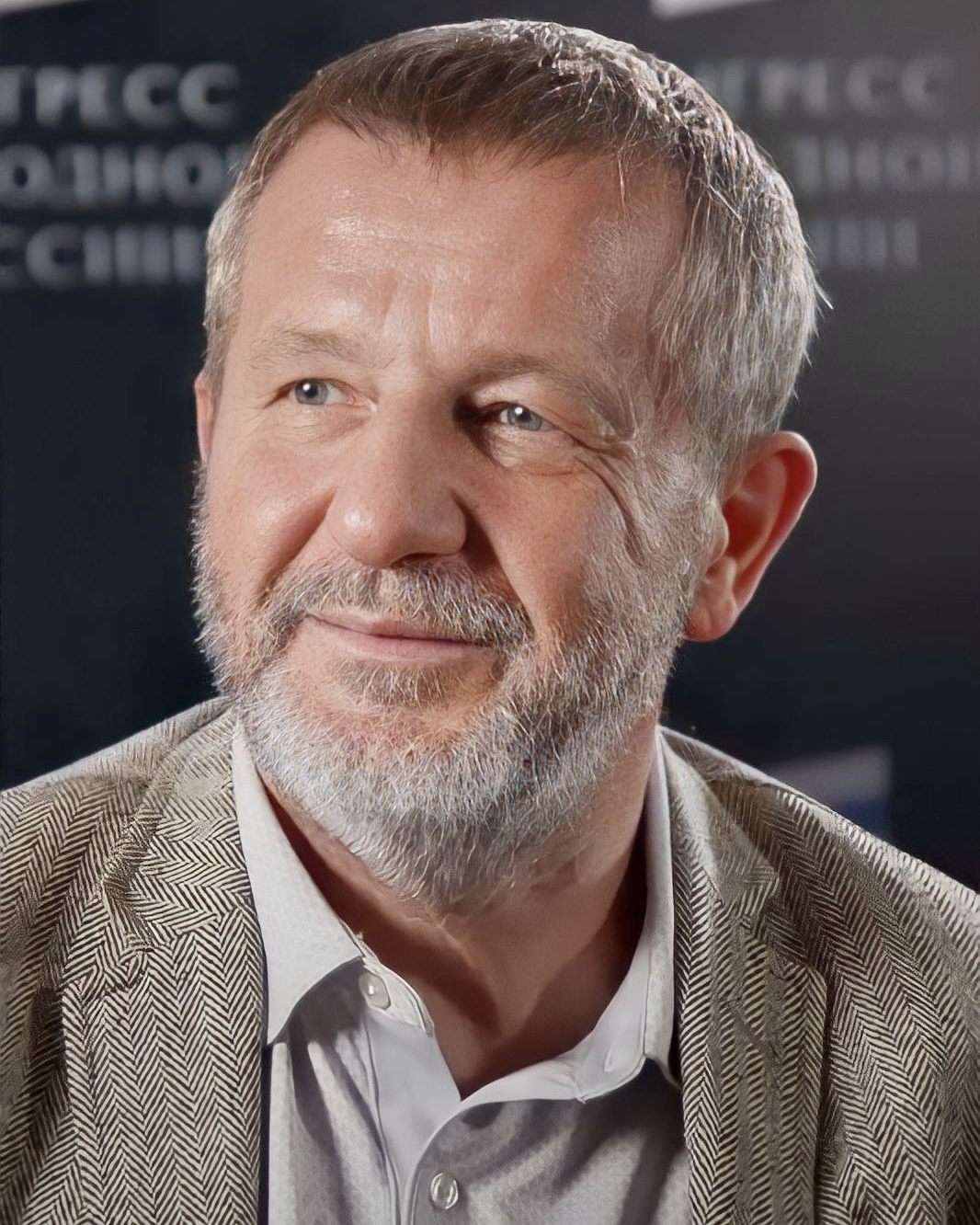
Alfred Koch (2022)

Alfred Reingoldowitsch Koch (russisch Альфред Рейнгольдович Кох, engl. Transkription Alfred Reingol'dovich Kokh, wiss. Transliteration Al'fred Reingoldovič Koch; * 28. Februar 1961 in Syrjanowsk, Kasachische SSR) ist ein russischer Ökonom, Politiker, Schriftsteller und Unternehmer. Alfred Koch diente als stellvertretender Ministerpräsident unter Präsident Jelzin und war als Verbündeter der Wirtschafts-Reformer Anatoli Tschubais’ einer der Chef-Architekten der Privatisierung in Russland.
Seine Tochter Olga Koch ist Komikerin, Autorin und Schauspielerin und lebt in Großbritannien.

## Leben
Alfred Koch kam als Sohn eines deutschstämmigen Vaters und einer russischen Mutter in der Kasachischen SSR zur Welt. Sein Vater Reinhold Koch stammte aus dem ehemaligen deutschen Kolonistendorf Michaelsfeld, heute Dschiginka, im Kaukasus. Koch begann 1978 ein Studium an einer Hochschule in Togliatti und beendete dieses 1983 am Leningrader Finanz- und Wirtschafts-Institut mit einem Abschluss in Wirtschafts-Kybernetik. Koch promovierte 1987 auf dem Gebiet der Wirtschaftskybernetik und erhielt von Anatoli Tschubais eine positive Rezension, danach war er wissenschaftlicher Mitarbeiter des Leningrader Forschungsinstitutes „Prometeus“. Von 1988 bis 1990 war er am Leningrader Polytechnischen Institut in der Fakultät für Wirtschaft und Verwaltung Dozent für Funkelektronik.
1990 wurde Koch zum Bürgermeister des Petersburger Stadtbezirks Sestrorezk gewählt.
Ab 1991 arbeitete er in leitenden Funktionen von Privatisierungsbehörden (vgl. Treuhandanstalt), wurde 1993 stellvertretender Vorsitzender und schließlich am 12. September 1996 zum Vorsitzenden des Staatlichen Privatisierungskomitees der Russischen Föderation berufen. Am 17. März 1997 wurde er außerdem einer der Vize-Ministerpräsidenten in der Regierung von Viktor Tschernomyrdin. In dieser Zeit erhielt Koch ein Honorar in Höhe von 100.000 Dollar für ein noch nicht geschriebenes Buch über die Geschichte der Privatisierung in Russland. Nachdem öffentlich unterstellt wurde, dass dies verdeckte Schmiergeldzahlungen an Koch und seine Co-Autoren (darunter Anatoli Tschubais) seien, trat Koch am 13. August 1997 von allen Ämtern zurück.
Am 1. September 1997 wurde er Vorsitzender der Montes Auri AG, einer Investmentgesellschaft, die privates russisches und ausländisches Kapital in russische Unternehmen investiert. Im Juni 2000 wechselte Alfred Koch in die Leitung von Gasprom-Media, einer Tochtergesellschaft des Energiekonzerns Gazprom, und leitete die Übernahme des Fernsehsenders NTW durch die Gasprom-Media. Die Verwandlung des Senders in ein Propaganda-Organ sei einer der Gründe für seine Abwendung vom System Putin gewesen. Er übergab das Amt bei Gasprom im Oktober 2001 an Boris Jordan und wechselte zurück auf den Chefposten der Montes Auri.
Im Februar 2002 wurde Koch vom Parlament des Gebietes Leningrad als Abgeordneter für die Duma nominiert. Nach großem Widerstand gegen seine Person musste er die Kandidatur zurückziehen. Koch war auch Leiter der Wahlkampagne 2003 für die Partei Union der Rechten Kräfte. Nach deren Wahlniederlage zog er sich aus der Politik zurück.
2006 schrieb Koch den russischen Bestseller Eine Kiste Wodka (Ящик водки), einen Dialog mit dem Journalisten Igor Swinarenko über die Zeit von 1982 bis 2001. Die englische Übersetzung erschien im Frühjahr 2009.
Im Jahr 2008 finanzierte er eine wissenschaftliche Punkt-für-Punkt-Widerlegung der Leugnung des Holocaust unter dem Titel „Denial of Denial“ (Отрицание отрицания), mit Pawel Poljan. Es war das erste Buch zu diesem Thema in Russland. Koch ist ein häufiger Kommentator in „Medwed“, einem russischen Hochglanz-Magazin für Männer, in dem er über Geschichte und Reisen schreibt.
Nach Angaben des Magazins Der Spiegel sei Koch ein „scharfer Kritiker“ der Außenpolitik des russischen Präsidenten Putin in der Ukraine-Krise und habe sich „aus Furcht vor Strafverfolgung nach Deutschland abgesetzt“. Koch lebt seit 2013 in Deutschland und hat mittlerweile die deutsche Staatsbürgerschaft angenommen.

## Schriften
- (mit Igor Swinarenko) Ящик водки (Eine Kiste Wodka). 2006 (englische Übersetzung 2009: A Crate of Vodka)
- Alfred Koch: Еще один член семьи цивилизованных народов. ПОЛИТ.РУ (polit.ru), 9. Februar 2005 („Ein Mitglied mehr in der Familie zivilisierter Nationen“; russisch)
- Alfred Koch: К полемике о «европейскости» России. ПОЛИТ.РУ (polit.ru), 11. Juli 2005 (Über die Argumente zur „Europahaftigkeit“ von Russland; russisch)